# Курманка
Курма́нка (рос. Курманка) — присілок у складі Зарічного міського округу Свердловської області.
Населення — 875 осіб (2010, 881 у 2002).
Національний склад населення станом на 2002 рік: росіяни — 89 %.